# Polyolefinformmasse
Die Polyolefinformmassen von Polyethylen und Polypropylen werden nach ISO 1872 (PE) und ISO 1873 (PP) gekennzeichnet.
Kunststoffe müssen vor der Verarbeitung mit Additiven und Zuschlagstoffen versehen werden. Um diese Änderungen nachvollziehen zu können, werden Polyolefinformmassen nach ISO 1872 und ISO 1873 (alt DIN 16773) gekennzeichnet.
Durch diese Normen erfolgt die eindeutige Kennzeichnung der Polyolefinformmasse durch eine Reihe von Kennbuchstaben und Zahlen, die in bis zu fünf Blöcken angeordnet sind. Zur Illustration möge folgendes Beispiel dienen:
ISO 1873 – PP-H MFRN 06-D003 GF30
- Block 1: Kurzzeichen des Polymers sowie Zusätze, hier Polypropylen Homopolymer
- Block 2: Verarbeitungsverfahren, hier Spritzgießmasse, Brandschutzm., Entformungsm., nicht eingefärbt
- Block 3: …

Im Folgenden werden die für jeden Datenblock möglichen Zeichen und ihre jeweilige Bedeutung aufgelistet.

## Datenblock 1
Im Datenblock 1 befindet sich das Kurzzeichen des verwendeten Kunststoffes. Nachfolgend kommen Kennbuchstaben für besondere Eigenschaften.

### Kennbuchstaben für Datenblock 1
| B | Blockpolymerisat                 | C | chloriert                           | D | Dichte                 |
| E | Verschäumt; Emulsionspolymerisat | F | Flexibel; flüssig                   | G | Gießharz               |
| H | hoch (high); Homopolymerisat     | I | schlagzäh                           | J | Prepolymerisat         |
| L | niedrig (low); Pfropfpolymerisat | M | mittel. molekular; Massepolymerisat | N | normal; nukleiert      |
| P | weichmacherhaltig                | R | erhöht; Resol                       | S | Suspensionspolymerisat |
| T | thermoplastisch                  | U | ultra; weichmacherfrei; ungesättigt | V | sehr (very)            |
| W | Gewicht                          | X | vernetzt; vernetzbar                |   |                        |

## Datenblock 2

### Position 1
Vorgesehene Verarbeitungsverfahren
| B | Blasformen                            | C | Kalandrieren           | D | Schall- und Bildplatten |
| E | Extrusion: \| Rohre, Profile, Platten | F | Extrusion: Folie       | G | allg. Anwendungen       |
| H | Beschichtungen                        | K | Kabel-Drahtummantelung | L | Monofilextrusion        |
| M | Spritzgießen                          | P | Pastenherstellung      | Q | Pressen                 |
| R | Rotationsformen                       | S | Pulversintern          | T | Bandherstellung         |
| V | Warmformen                            | X | keine Angaben          | Y | Faserherstellung        |

### Position 2–8
Qualitative Merkmale (Additive und Einfärbung).
| A | Verarbeitungsstabilisator | B | Antiblockmittel                  | C | Farbmittel                    | D | Pulver (Dryblend)          |
| E | Treibmittel               | F | Brandschutzmittel                | G | Granulat                      | H | Wärmealterungsschutzmittel |
| K | Metall-Deaktivator        | L | Licht und Witterungsstabilisator | N | Ohne Farbzusatz (naturfarben) | P | schlagzäh modifiziert      |
| R | Entformungshilfsmittel    | S | Gleit-, Hilfsmittel              | T | erhöhte Transparenz           | X | vernetzbar                 |
| Y | verbessert el. leitend    | Z | Antistatikum                     |   |                               |   |                            |

## Datenblock 3
Dichte bei Polyethylen [kg m−3]
| 00 | ≤ 901   |
| 03 | 901…906 |
| 08 | 906…911 |
| 13 | 911…916 |
| 18 | 916…921 |
| 23 | 921…925 |
| 27 | 925…930 |
| 33 | 930…936 |
| 40 | 936…942 |
| 45 | 942…948 |
| 50 | 948…954 |
| 57 | 954…960 |
| 62 | > 960   |

Elastizitätsmodul von Polypropylen [MPa]
| 02 | < 400     |
| 06 | 400…800   |
| 10 | 800…1200  |
| 16 | 1200…2000 |
| 28 | 2000…3500 |
| 40 | ≥ 3500    |

Kerbschlagfähigkeit von Polypropylen [kJ m−2]
| 02 | < 3   |
| 05 | 3…6   |
| 09 | 6…12  |
| 15 | 12…20 |
| 25 | 20…30 |
| 35 | ≥ 30  |

Schmelze-Massefließrate [g min−1]
| bei Polyethylen |                 |              |
| Zeichen         | Temperatur [°C] | Auflast [kg] |
| E               | 190             | 0,325        |
| D               | 190             | 2,16         |
| T               | 190             | 5,00         |
| G               | 190             | 21,6         |

| bei Polypropylen und Polyethylen |         |
| 000                              | ≤ 0,1   |
| 001                              | 0,1–0,2 |
| 003                              | 0,2–0,4 |
| 006                              | 0,4–0,8 |
| 012                              | 0,8–1,5 |
| 022                              | 1,5–3,0 |
| 045                              | 3,0–6,0 |
| 090                              | 6–12    |
| 200                              | 12–25   |
| 400                              | 25–50   |
| 700                              | 50      |

## Datenblock 4

### Position 1
Material des beigegebenen Zusatzstoffes.
| B | Bor             | C | Kohlenstoff              | G | Glas                       | K | Calciumcarbonat | L | Cellulose |
| M | Mineral; Metall | Q | silikantische Füllstoffe | S | synth. Stoffe, org. Stoffe | T | Talkum          | W | Holz      |

### Position 2
Form oder Struktur des beigegebenen Zusatzstoffes.
| B | Kugeln; Perlen; Bällchen | D | Pulver           | F | Fasern | G | Mahlgut | H | Whisker |
| S | Schalen; Flocken         | X | Nicht festgelegt | Z | andere |   |         |   |         |

### Ziffer 3–4
Masseanteil in % des beigegebenen Zusatzstoffes.
| 05 | bis 7,5        | 10 | >7,5 bis 12,5  | 15 | >12,5 bis 17,5 | 20 | >17,5 bis 22,5 | 25 | >22,5 bis 27,5 |
| 30 | >27,5 Bis 32,5 | 35 | >32,5 bis 37,5 | 40 | >37,5 bis 42,5 | 45 | >42,5 bis 47,5 | 50 | >47,5 bis 52,5 |
| 55 | >52,5 bis 57,5 | 60 | >57,5 bis 62,5 | 65 | >62,5 bis 67,5 | 70 | >67,5 bis 72,5 | 75 | >72,5 bis 77,5 |
| 80 | >77,5 bis 82,5 | 85 | >82,5 bis 87,5 | 90 | >87,5 bis 92,5 |    |                |    |                |

## Datenblock 5
Der Datenblock 5 ist freiwillig. Entfällt dieser, so wird er durch zwei Kommata angezeigt.

## Normen
- EN ISO 17855-1 Kunststoffe – Polyethylen (PE)-Formmassen – Teil 1: Bezeichnungssystem und Basis für Spezifikationen.
- EN ISO 19069-1 Kunststoffe – Polypropylen (PP)-Formmassen – Teil 1: Bezeichnungssystem und Basis für Spezifikationen.